# Glynis Nunn
Glynis Nunn OAM (Toowoomba, Queensland, 4 de desembre de 1960) és una atleta retirada d'Austràlia especialista en heptatló. Nasqué amb el nom Glynis Leanne Saunders, adoptant el seu nom de casada després de contraure matrimoni amb el decatleta Chris Nunn.
Començà practicant pentatló, abans que aquesta prova fos substituïda per l'heptatló el 1981. Fou medalla d'or en la primera edició dels Jocs Olímpics on l'heptatló femení fou inclòs en el programa de la competició. També guanyà la medalla d'or als Jocs de la Commonwealth de 1982 i setena al Campionat del Món de 1983. Als Jocs de Los Angeles, a més de la medalla d'or en heptatló, es classificà cinquena en la prova de 100 metres tanques, on també era especialista i setena al salt de llargada. Després dels Jocs abandonà l'heptatló i es concentrà a les tanques, essent bronze als Jocs de la Commonwealth de 1986. Deixà la competició el 1990.